# Barbara Weeks
Barbara Weeks (4 de julio de 1913-24 de junio de 2003) fue una actriz cinematográfica estadounidense que trabajó principalmente en la década de 1930. 

## Biografía
Nacida en Somerville, Massachusetts, Weeks se inició en la actuación con las Ziegfeld Follies. En 1931 fue una de las catorce actrices seleccionadas en la lista de las WAMPAS Baby Stars, lo cual la lanzó a una breve pero exitosa carrera interpretativa, principalmente en series de películas de narración cliffhanger y en westerns de serie B. 
Ocho de sus filmes fueron interpretados por Tim McCoy, Buck Jones, Tom Tyler, y Charles Starrett. Durante un tiempo estuvo casada con el actor de western de serie B Guinn Williams. Dejó el cine a finales de los años treinta tras casarse con el piloto de pruebas de Lockheed Corporation Lewis Parker en 1938. En 1945, tras el final de la Segunda Guerra Mundial, el avión de Parker desapareció en el Atlántico Norte, y nunca fue encontrado. 
Tras la pérdida de su segundo marido Weeks se trasladó a Nueva York y empezó a trabajar como modelo. En 1949 se casó con William Cox, con quien tuvo un hijo, Schuyler John Wing Cox. La pareja se divorció al cabo de poco tiempo. Después se mudó a Las Vegas, Nevada, donde trabajó como secretaria. Falleció en Las Vegas el año 2003.